# 10295 Hippolyta
10295 Hippolyta eller 1988 GB är en asteroid i huvudbältet som upptäcktes den 12 april 1988 av det amerikanska astronom paret Eugene M. och Carolyn S. Shoemaker vid Palomar-observatoriet. Den är uppkallad efter Hippolyte i den grekiska mytologin.